# Dostęp do lokalnej pętli abonenckiej
Dostęp do lokalnej pętli abonenckiej (ang. Local loop unbundling, LLU) oznacza udostępnienie przez operatora sieci: lokalnej pętli abonenckiej (miedzianej), lokalnej podpętli abonenckiej (miedzianej) lub lokalnej pętli światłowodowej innemu operatorowi, w celu umożliwienia świadczenia przez niego usług telekomunikacyjnych dla klienta końcowego. Jest to tzw. dostęp fizyczny do okablowania operatora w jego sieci dostępowej. Operator korzystający, dzięki dostępowi do tych kabli, jest w stanie dostarczać własne usługi detaliczne klientom podłączonym do sieci dostępowej operatora udostępniającego usługę hurtową. Operator korzystający w tym modelu musi posiadać własne sieci transmisji danych o dużym zasięgu, natomiast w ramach usługi hurtowej kupuje jedynie dostęp do tzw. ostatniej mili w postaci pasywnych kabli. W ten sposób umożliwia się operatorowi korzystającemu (alternatywnemu) kształtowanie i świadczenie własnych usług bez konieczności przeprowadzania kosztownych prac instalacyjnych polegających na prowadzeniu równoległego okablowania od punktu dostępowego stacjonarnej sieci telefonicznej lub sieci światłowodowej do lokalu użytkownika.
Usługa LLU pozwala na pełne wykorzystanie możliwości lokalnej pętli abonenckiej (pełny dostęp do lokalnej pętli abonenckiej) lub wykorzystanie pasma niegłosowego lokalnej pętli abonenckiej przy zachowaniu możliwości korzystania z pasma głosowego przez innego operatora (współdzielony dostęp do lokalnej pętli abonenckiej). W przypadku kabli światłowodowych współdzielenie pętli abonenckiej przez kilku operatorów jest niemożliwe, możliwy jest jedynie dostęp pełny.

## Regulacja
Usługa LLU jest usługą, która podlega regulacji przez Prezesa Urzędu Komunikacji Elektronicznej. Prezes UKE regulując tę usługę określa podmiot o znaczącej pozycji rynkowej, który zobowiązany jest do świadczenia tej usługi oraz określa zasady jej świadczenia - m.in. zasady dostępu do usługi oraz ceny. Prezes UKE powinien co 3 lata dokonywać przeglądu tego rynku i stosować regulację dostosowaną do sytuacji rynkowej. Jeżeli rynek LLU lub jakiś jego obszar jest konkurencyjny, to Prezes UKE powinien go zderegulować. 
Ostatnia analiza tego rynku została przeprowadzona w 2010 r. Na podstawie tej analizy Prezes UKE uznał, że regulacji na całym rynku podlega Orange Polska. Zgodnie z przepisami ówczesnego Prawa telekomunikacyjnego kolejna analiza powinna mieć miejsce w 2013 r. Analiza ta nie została jeszcze przeprowadzona. W 2015 r. Prezes UKE przedstawił do konsultacji projekt decyzji, w którym proponował pełną deregulację 26 gmin oraz lżejsze regulacje dla sieci FTTH, które miały wprowadzać zachęty inwestycyjne dla operatora regulowanego (Orange Polska) - w 255 gminach, Orange Polska w zakresie sieci światłowodowej miał być zobowiązany do tylko do obowiązku dostępu (bez określania jego cen) oraz wymogu traktowania operatorów korzystających z usługi na takich samych zasadach jak swoją część detaliczną. Decyzja ta nie weszła jednak w życie. Została wycofana z notyfikacji w Komisji Europejskiej i do tej pory nie została wydana nowa decyzja. Regulacja obowiązuje na zasadach z 2010 r.
Usługa LLU realizowana jest w oparciu o oferty regulowane, zatwierdzane przez UKE lub oferty komercyjne zawierane pomiędzy Operatorami.
Pierwsza oferta regulowana w zakresie LLU została wprowadzona 5 października 2006 i dotyczyła uwolnienia łączy miedzianych.
Obecnie obowiązująca Oferta ramowa SOR (Super Oferta Regulowana) z 2015 r. nakłada na Orange Polska obowiązek świadczenia usługi LLU na rzecz operatorów alternatywnych dla łączy miedzianych i światłowodowych na terenie całego obszaru RP.